# Андреев, Анатолий Константинович
Анатолий Константинович Андреев — советский футболист, игравший на позиции полузащитника.
Выступал за команды «Крылья Советов» (Куйбышев), «Торпедо» (Тольятти), «Спартак» (Рязань) и «Турбина» (Сызрань).
1 апреля 1973 года участвовал в кубковом матче «Крыльев Советов» против команды высшей лиги «Динамо» (Тбилиси) (0:0), выйдя на замену на 51 минуте вместо Равиля Аряпова.
В «Крыльях» провёл 5 сезонов, и помог команде выйти в высшую лигу проведя в сезоне 1975 на поле 21 из 38 игр первенства.
15 июля Андреев забил 1100-й гол «Крыльев Советов» во всех чемпионатах (нальчикскому «Спартаку» — 8:0, седьмой гол) .
В 1976—1977 году выступал в составе тольяттинского «Торпедо».
В составе «Спартака» (Рязань) играл в кубковых матчах (счета 0:3 и 1:3) против будущего обладателя кубка страны киевского «Динамо» и забил единственный гол, в ворота защищаемые Юрием Сивухой.
Завершил выступления в «Турбине» (Сызрань).
Выступал за команду ветеранов «Крылья Советов».

## Достижения
командные
- победитель первой лиги СССР: 1975

личные
- провёл за «Крылья Советов» более 100 матчей (чемпионат и кубок СССР и РСФСР, дубль и другие)[6]